# Tasiilaq
Tasiilaq est une commune groenlandaise située dans la municipalité de Sermersooq[Selon qui ?]. Par sa population, Tasiilaq constitue la 7e ville du Groenland avec 2 004 habitants en 2012. Sa superficie est 4Km².
Jusqu'au 31 décembre 2008, elle était le chef-lieu de la municipalité d'Ammassalik. Depuis le 1er janvier 2009, elle appartient à la nouvelle municipalité de Sermersooq.

## Géographie
Tasiilaq se trouve sur l'île d'Ammassalik. Elle abrite la station météorologique de Sermilik.

## Histoire

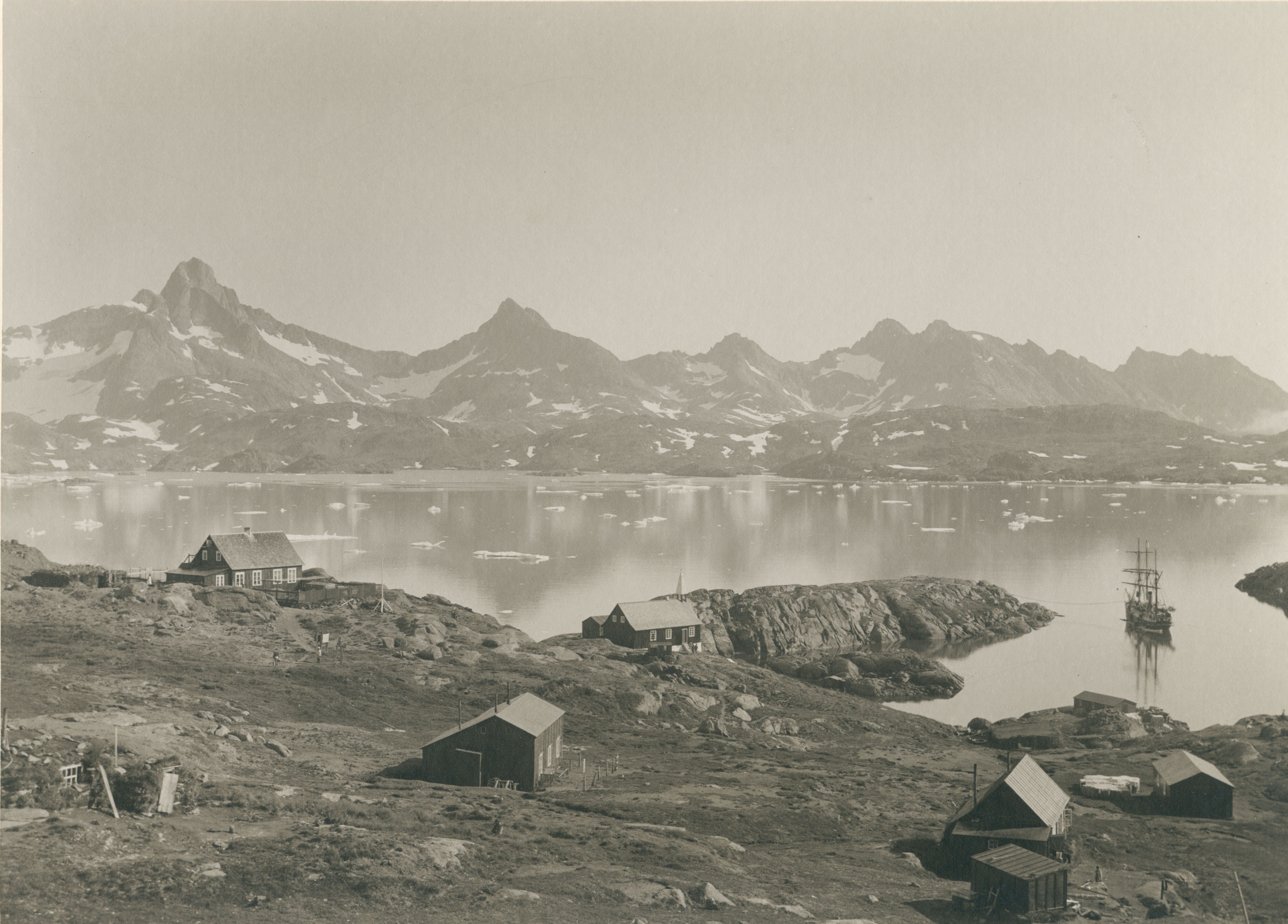
Tasiilaq, vers 1900.

La ville a été fondée en 1894 lorsque Gustav Holm y fonde un comptoir. Elle était auparavant connue sous le nom d'Ammassalik. Le premier Danois y résidant est le missionnaire Rüttel qui s'y installe dès 1894 avec sa femme, première européenne vue par les Ammassalimiut.
Les premières sages-femmes arrivent vers 1925 et la première infirmière vers 1935. 
De la colonisation danoise d'Ammassalik, Robert Gessain en conclut en 1966 dans son ouvrage ethnologique sur le sujet : « Ce que d'autres ont écrit au Canada est aussi vrai ici : le Groenlandais d’aujourd’hui, malgré son fusil, ses couteaux d'acier, sa chemise de coton et tout ce qui lui vient d'Europe, est plus mal vêtu, plus pauvre et moins bien nourri que son grand-père qui n'avait jamais vu ni entendu parler des Blancs ». 
Le changement de nom officiel a eu lieu en 1997.

## Sport
Tasiilaq possède un club de football qui joue dans le championnat, ATA.

## Jumelage
La ville de Tasiilaq est jumelée avec :
- Kópavogur (Islande) depuis 1976 ;
- Gentofte (Danemark) depuis 1981 ;
- Ivittuut (Groenland) depuis 1987 ;
- Bíldudalur (Islande) depuis 1990 ;
- Ilulissat (Groenland) depuis 1992.